# Kid Ramos
David Ramos dit Kid Ramos, né le 13 janvier 1959 à Fullerton en Californie, est un guitariste de blues rock américain ou West Coast blues. Il a notamment collaboré avec le groupe Fabulous Thunderbirds depuis 1995.
Kid Ramos est né à Fullerton mais a grandi à Anaheim. Ses parents, qui sont tous deux chanteurs d'opéra, initient à la musique. Son père joue un peu de guitare.